# Gello (Pontedera)
Gello (o Gello di Lavaiano; Agellum in latino) è una frazione del comune italiano di Pontedera, nella provincia di Pisa, in Toscana.

## Storia
Il toponimo deriva dal latino Agellus, "piccolo podere". L'appellativo di "Gello Putido" o "Putrido", attestato già nel 1099 ad indicare Gello di Pontedera, denota inequivocabilmente l'instabilità idrografica di questo territorio.
Il 21 maggio 1364 le truppe fiorentine sostarono in questa zona prima di sferrare l'attacco decisivo ai pisani nella battaglia di Cascina. Sono peraltro documentati siti di età imperiale abbandonati nel III secolo d.C., verosimilmente a seguito della formazione del padule di Lavaiano. Il piccolo monastero femminile di Santa Maria in Selva, identificabile con la località "Badia", fra Gello e Fornacette, è attestato dal 1131.

## Economia
Gello ha un'importante zona industriale che serve l'intero comune di Pontedera e aree limitrofe, vi è situata da decenni la discarica per rifiuti della Geofor S.p.A.
A Gello ha sede dal 2007 l'azienda di computer CDC. Nel 2002, proprio nell'area industriale, è nata una carrozzeria automobilistica artigianale, la Faralli & Mazzanti: ora l'azienda è un vero e proprio costruttore di automobili e da fine 2011 ha aperto il proprio showroom.
Gello ospita anche una centrale eolica dotata di quattro turbine Enercon E82 per complessivi 8 MW di potenza, gestiti da Pontedera Eolica (Compagnia Valdostana delle Acque - ASA Livorno).